# Макдоналд (гора)
Макдоналд (англ. Mount Macdonald) — гора вулканического происхождения на острове Эфате в республике Вануату в центре архипелага Новые Гебриды. Высота 646 метров.
Плиоцен-плейстоценовый щит диаметром 34—46 км сложен андезитами и туфом в подводной части. Выше них располагаются базальты надводного происхождения и плейстоцен-голоценовые брекчии.
Соседний с ним вулкан в северной части Эфате — Фатмалапа (дм 25 км) — кальдерообразная структура, южная половина которой опускается ниже уровня моря и ограничена полукольцевым разломом.
Севернее Эфате расположены по окружности мелкие потухшие плейстоценовые вулканы-острова, Эмао (416 м), Пеле, Нгуна с конусом Тапутоара (593 м). Диаметр этой кальдеры — 25 км.